# Varberg (gemeente)
Varberg is een gemeente in de provincie Hallands län. Ze heeft een totale oppervlakte van 1710,7 km² en telde in 2004 54.338 inwoners.
In de gemeente bevindt zich de kerncentrale Ringhals.

## Plaatsen
| #  | Plaats                         | Inwoneraantal |
| -- | ------------------------------ | ------------- |
| 1  | Varberg (stad)                 | 26 041        |
| 2  | Tvååker                        | 2 390         |
| 3  | Veddige                        | 2 192         |
| 4  | Träslövsläge                   | 1 985         |
| 5  | Bua                            | 1 792         |
| 6  | Trönninge                      | 847           |
| 7  | Skällinge                      | 603           |
| 8  | Södra Näs                      | 600           |
| 9  | Väröbacka                      | 521           |
| 10 | Rolfstorp                      | 502           |
| 11 | Tångaberg                      | 445           |
| 12 | Åsby                           | 429           |
| 13 | Kungsäter                      | 360           |
| 14 | Tofta                          | 350           |
| 15 | Himle                          | 259           |
| 16 | Löftaskog                      | 226           |
| 17 | Getterön                       | 157 + 66      |
| 18 | Åskloster                      | 152           |
| 19 | Gödestad                       | 142           |
| 20 | Grimeton                       | 101           |
| 21 | Björkäng en Smedsgård          | 99            |
| 22 | Galtabäck                      | 96            |
| 23 | Gamla Köpstad (zuidelijk deel) | 71            |
| 24 | Bystaden                       | 61            |
| 25 | Blixtorp                       | 56            |
| 26 | Dagsås                         | 52            |

Falkenberg · Halmstad · Hylte · Kungsbacka · Laholm · Varberg